# شوهی کاوازاکی
شوهی کاوازاکی (ژاپنی: 川﨑 修平؛ زادهٔ ۲۸ آوریل ۲۰۰۱) یک بازیکن فوتبال اهل ژاپن است.
از باشگاه‌هایی که در آن بازی کرده‌است می‌توان به باشگاه فوتبال گامبا اوساکا اشاره کرد.